# Mount Borchgrevink
Mount Borchgrevink är ett berg i Antarktis. Det ligger i Östantarktis. Norge gör anspråk på området. Toppen på Mount Borchgrevink är 2 390 meter över havet.
Terrängen runt Mount Borchgrevink är varierad. Trakten är obefolkad. Det finns inga samhällen i närheten.